# 東千晴
東 千晴（あづま ちはる、1989年4月19日-）は、岐阜放送のアナウンサー。

## 経歴
岐阜県土岐市出身。岐阜県立多治見北高等学校、南山大学人文学部人類文化学科卒業。
元々アナウンサー志望で就職活動を行なっていたが全滅してしまう。
2012年4月、岐阜放送に営業職として入社。
2015年3月、報道部へ異動。アナウンス業務を担当するようになる。
2018年5月、岐阜県JAグループ 農業応援団 特別団員 第1号に任命。　

## 人物
- 中学校、高校で陸上部に所属し東海大会へ出場。長距離（1500m）を専門としていた。
- 岐阜市まちなか博士認定試験 上級取得
- 漢字検定 2級
- ハロー!プロジェクトのオーディションを受けるほどのファンであり、曲やパフォーマンス力、成長を観るのが楽しいとブログに綴っている[4]。

## 現在の出演番組

### テレビ
- ぎふサテ!（2019年10月 -）
- めっちゃぎふわかるてれび（2023年4月 -）
- NEWSぎふチャン
- ぎふクリップ

### ラジオ
- 岐阜新聞ニュース
- 土曜日の推し事

## 過去の出演番組

### テレビ
- Station!（2015年4月 -2019年9月 ）

### ラジオ
- 歌のない歌謡曲（2019年1月 - 2023年9月）
- 清流アスリート応援カフェ